# ايكجان
ايكجان
ايكجان، بالعربية تعني «دار الهجرة» وهي مدينة بناها أبو عبد الله الشيعي بجبل إيكجان الموجود في منطقة بني عزيز التابعة لدائرة بني عزيز الموجودة في ولاية سطيف الجزائرية، وقد أقام بها (عبيد الله المهدي) مؤسس الدولة الفاطمية، بعد أن هيأ له الأرضية داعيته الأكبر أبو عبد الله الصنعاني المعروف بأبو عبد الله الشيعي، وكانت هذه المنطقة مهد الدولة العبيدية (الدولة الفاطمية) وايكجان هي أول عاصمة لدولة الفاطميين، وان أول من مهد الأرضية لتأسيس هذه الدولة (الدولة الفاطمية) هم دعاة ومبلغون بعثهم الإمام جعفر الصادق إلى الجزائر.
يقال بأن عبيد الله المهدي، قد عاصر سيدي مسعود الإدريسي الحسني القجالي، مؤسس جامع قجال المعروف حالياً بزاوية بن حمادوش (زاوية قجال) الموجودة ببلدية ڤجال، دائرة ڤجال، ولاية سطيف، والتي تقع جنوب شرق ولاية سطيف الجزائرية

## قلعة إيكجان
توجد قلعة إيكجان، بمنطقة بني عزيز وقد كانت هذه المنطقة، مهدا لقيام الدولة الفاطمية إحدى أكبر الدول في التاريخ الإسلامي، كانت تسكن بها قبيلة «بني سكتان»، إحدى فروع القبيلة الكبرى «كتامة» وهي أقوى القبائل البربرية وأشدها شوكة وأطولها باعا.

## مكان قلعة اكجان
توجد هذه القلعة (قلعة اكجان) في مكان جبلي وعر بـ «الحجارة»، وتحيط بها جبال أخرى وهي، جبل سيدي ميمون، وجبل سيدي صالح، وجبل بابور، كذلك توجد بها ينابيع كثيرة، منها عين أقارو، وتمتد من بابور وتتغذى بها حاليا مدينة بني عزيز، وعين المكمن، وتوجد هذه العين (الينبوع) في أسفل القلعة، وهي دائمة الجريان.
إن الطرق التي تؤدي إلى القلعة أكثرها طرق ضيقة، أو فجوج، تلاءمت وفترة الدعوة السرية للعبيديين (الفاطميين). ولا ريب في أن تتوفر القلعة على هذا الموقع الحصين الغني بالخيرات، وهو سر اختيار الداعي الفاطمي، لها مركزا دائما، حيث كانت عادة تسلكها قوافل: التجارة، والحج، والجند، ويرجح أيضا أنها القلعة الأولى للدعوة الإسماعيلية.
وتستخدم حجارة القلعة الآن في بناء القبور والمساكن، ويسميها سكان الجهة (المنطقة) باسم مصر، وهي عبارة عن بساتين، ومزارع، وينابيع، وقد أطلق عليها هذا الاسم، جماعة المؤمنين في ذلك العصر، وذلك لتقديرهم لوالي مصر، ويرجح أيضا أنها المركز الأول الذي اختاره مؤسس الدولة الفاطمية، (عبيد الله المهدي)، مقاما له.

## إيكجان القاعدة العسكرية للدولة الفاطمية
اعتبرت إيكجان القاعدة العسكرية لدولة الفاطميين، حيث كان الداعي الفاطمي، يجيش الجيوش، ويبعث بالوفود إلى بقية القبائل، وبذلك تعتبر ايكجان، هي أول عاصمة للخلافة الفاطمية، التي تأسست هذه الأخيرة سنة 296هـ الموافق لـ 909 م، في بلاد المغرب الإسلامي (المغرب العربي) ولولا الدور الذي لعبته ايكجان، لما قامت الخلافة الفاطمية، كما كانت مركز لتجميع الأموال، التي يتحصل عليها الداعي الفاطمي، من خلال حروبه ضد مراكز الدول، ولم تنقل تلك الأموال منها، إلا بعد إعلان الخلافة الفاطمية، بانتقال عبيد الله المهدي من سجلماسة إلى رقاده. وبذلك ذهبت ايكجان، ولم يبق لها أي ذكر، ولعل السبب في ذلك يرجع بالدرجة الأولى، إلى تصفية شيوخ كتامة، بعد مقتل الداعي الفاطمي وتحولت الناحية من تأييد للخلافة إلى معارضتها فتركت ايكجان، وقلَّ دورها ولعلها تعرضت فيما بعد إلى التخريب، في عهد الدولة الزيرية حيث ثارت كتامة على بني زيري في عهد المنصور بن بلكين، ومكان القلعة اليوم توجد بها مقبرة تعرف عند السكان، بمقبرة سيدي علي البصري، ولعله من بين الدعاة الذين التحقوا بالداعي في إقليم كتامة أو أحد الأولياء الذين استقروا في القلعة في المراحل التاريخية الموالية لعهد الخلافة الفاطمية لبلاد المغرب الإسلامي (المغرب العربي).